# Debate económico entre formalistas y sustantivistas
La oposición entre modelos económicos sustantivistas y formalistas fue propuesta por primera vez por Karl Polanyi en su obra La gran transformación (1944).

## Visión general
Polanyi argumentó que el término economía tiene dos significados: el significado formal se refiere a la economía como la lógica de la acción racional y la toma de decisiones, como la elección racional entre los usos alternativos de medios limitados (escasos). Sin embargo, el segundo significado sustantivo no presupone una toma de decisiones racional ni condiciones de escasez. Simplemente se refiere al estudio de cómo los seres humanos viven de su entorno social y natural. La estrategia de sustento de una sociedad se considera una adaptación a su entorno y condiciones materiales, un proceso que puede o no implicar la maximización de la utilidad. El significado sustantivo de la economía se ve en el sentido más amplio de la provisión.  La economía es simplemente la forma en que la sociedad satisface sus necesidades materiales. Los antropólogos adoptaron la posición sustantivista como orientación empírica, ya que no imponía supuestos culturales occidentales a otras sociedades en las que podrían no estar justificadas. 
Sin embargo, el debate entre posiciones formalistas sustantivistas no fue entre antropólogos y economistas, sino un debate disciplinario en gran parte confinado a la revista Research in Economic Anthropology. En muchos sentidos, refleja los debates comunes entre las explicaciones éticas y émicas definidas por Marvin Harris en la antropología cultural del período. Los principales defensores del modelo substantivista fueron George Dalton y Paul Bohannan. Formalistas como Raymond Firth y Harold K. Schneider afirmaron que el modelo neoclásico de economía podría aplicarse a cualquier sociedad si se hacen las modificaciones apropiadas, argumentando que sus principios tienen validez universal. 

## La posición formalista
El modelo formalista está estrechamente vinculado a la economía neoclásica, definiendo la economía como el estudio de la maximización de la utilidad en condiciones de escasez. Todas las sociedades son, por lo tanto, una colección de "individuos que toman decisiones, cuyas acciones involucran selecciones conscientes o inconscientes entre medios alternativos para fines alternativos" o metas definidas culturalmente. Las metas se refieren no solo al valor económico o la ganancia financiera, sino a cualquier cosa que sea valorada por el individuo, ya sea por placer, solidaridad o prestigio. 
Dado que un modelo formalista generalmente establece qué se debe maximizar en términos de preferencias, que a menudo, pero no necesariamente, incluyen objetivos de valor expresados culturalmente, se considera suficientemente abstracto para explicar el comportamiento humano en cualquier contexto. Un supuesto tradicional que muchos formalistas toman de la economía neoclásica es que el individuo tomará decisiones racionales basadas en información completa, o información incompleta de una manera específica, con el fin de maximizar lo que ese individuo considere valioso. Si bien las preferencias pueden variar o cambiar, y la información sobre las opciones puede o no estar completa, los principios de economizar y maximizar aún se aplican. 
El papel del antropólogo puede ser entonces analizar cada cultura con respecto a sus medios culturalmente apropiados para alcanzar objetivos culturalmente reconocidos y valiosos. Las preferencias individuales pueden diferir de los objetivos reconocidos culturalmente y, en virtud de los supuestos de racionalidad económica, las decisiones individuales se guían por las preferencias individuales en un entorno limitado por la cultura, incluidas las preferencias de otros. Dicho análisis debería descubrir los principios culturalmente específicos que subyacen en el proceso racional de toma de decisiones. De esta manera, los antropólogos han aplicado la teoría económica a sociedades sin mercados reguladores de precios (por ejemplo,  Firth, 1961; Laughlin, 1973). 

## La posición sustantivista

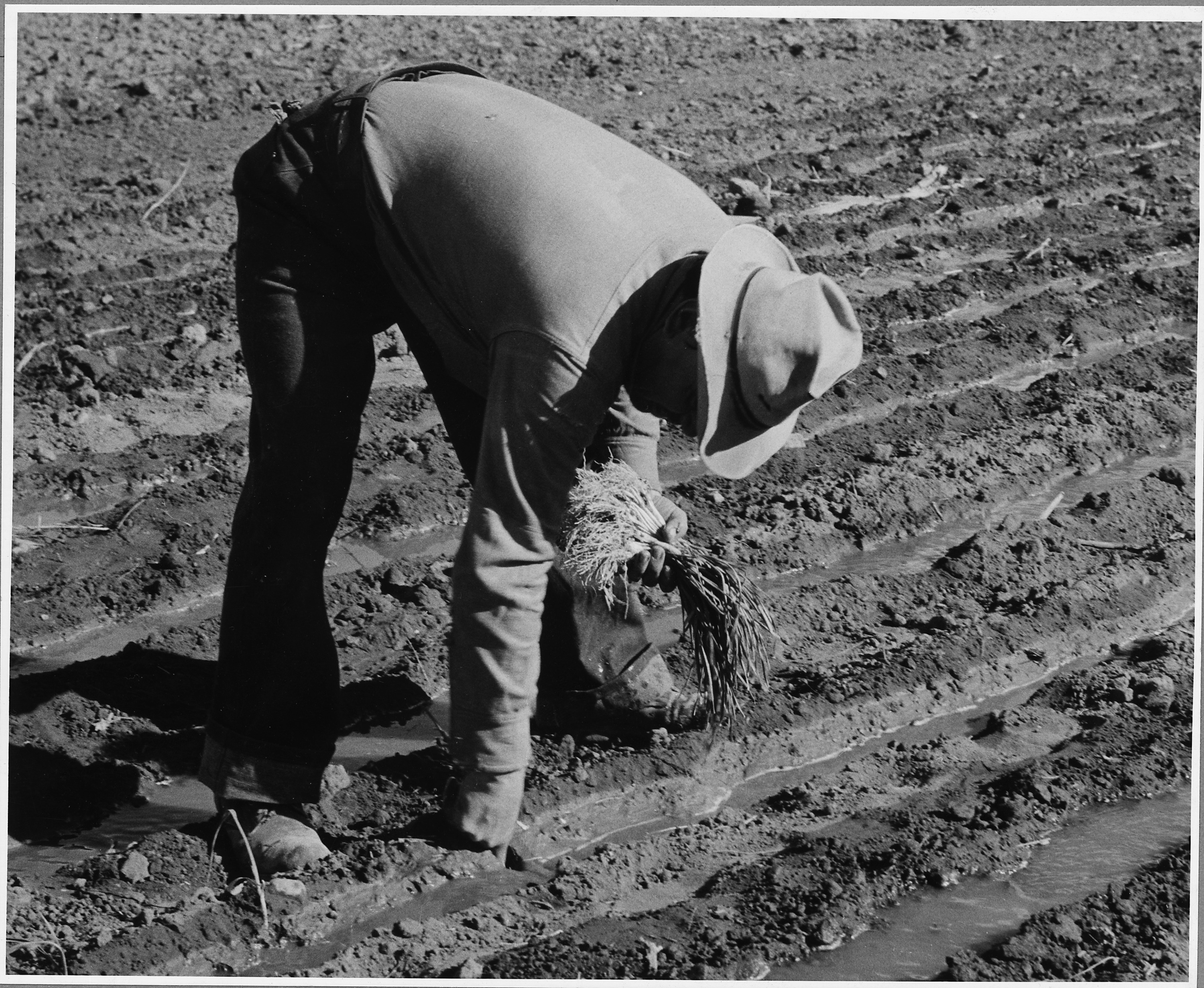
La agricultura de subsistencia no comercial en Nuevo México: ¿aprovisionamiento doméstico o actividad "económica"?

El término de Polanyi, "la gran transformación", se refiere a la brecha entre lo moderno, las sociedades dominadas por el mercado y las sociedades no occidentales, no capitalistas y preindustriales. Polanyi sostiene que solo el significado sustantivo de la economía es apropiado para analizar estas últimas. Según Polanyi, en las economías capitalistas modernas, los conceptos de formalismo y de sustantivismo coinciden, ya que las personas organizan sus medios de vida según el principio de la elección racional. Sin embargo, en las economías no capitalistas y preindustriales, este supuesto no se cumple. A diferencia de sus contrapartes capitalistas occidentales, sus medios de vida no se basan en el intercambio de mercado sino en la redistribución y la reciprocidad. La reciprocidad se define como el intercambio mutuo de bienes o servicios como parte de las relaciones a largo plazo. La redistribución implica la existencia de un centro político fuerte como el liderazgo basado en el parentesco, que recibe y luego redistribuye bienes de subsistencia de acuerdo con principios culturalmente específicos. En sociedades que no están basadas en el mercado, la reciprocidad y la redistribución usualmente ocurren juntas.  A la inversa, el intercambio de mercado se ve como el modo dominante de integración en las sociedades industriales modernas, mientras que la reciprocidad puede continuar en las relaciones familiares y entre hogares, y el Estado o las instituciones de beneficencia emprenden cierta redistribución. Cada uno de estos tres sistemas de distribución requiere un conjunto separado de conceptos analíticos. 
Sin un sistema de precios de mercado, el análisis económico formal no se aplica, como por ejemplo, en las economías de planificación central o en las sociedades preindustriales. La toma de decisiones económicas en esos lugares no se basa tanto en la elección individual, sino en las relaciones sociales, los valores culturales, las preocupaciones morales, la política, la religión o el temor inculcado por el liderazgo autoritario. La producción en la mayoría de las sociedades campesinas y tribales es para los productores, también llamada "producción para el uso" o producción de subsistencia, en oposición a la "producción para el intercambio" que tiene como objetivo principal la maximización de beneficios. Estos tipos difieren tan radicalmente que ninguna teoría puede describirlos juntos. 
Esta diferencia en los tipos de economía se explica por el "arraigo" de las actividades económicas (es decir, el aprovisionamiento) en otras instituciones sociales, como el parentesco en economías sin mercado. En lugar de ser una esfera separada y distinta, la economía está integrada tanto en las instituciones económicas como en las no económicas. El intercambio tiene lugar dentro de la sociedad y está regulado por ella, en lugar de estar ubicado en un vacío social. Por ejemplo, la religión y el gobierno pueden ser tan importantes para la economía como las propias instituciones económicas. Las obligaciones, normas y valores socioculturales desempeñan un papel importante en las estrategias de subsistencia de las personas.   
En consecuencia, cualquier análisis de la economía como una entidad analíticamente distinta aislada de su contexto sociocultural y político es defectuoso desde el principio. Por lo tanto, un análisis sustantivo de la economía se centrará en el estudio de las diversas instituciones sociales en las que se basan los medios de vida de las personas. El mercado es solo una entre muchas instituciones que determinan la naturaleza de las transacciones económicas. El argumento central de Polanyi es que las instituciones son los principales organizadores de los procesos económicos. La economía sustantiva es un "proceso instituido de interacción entre el hombre y su entorno, que resulta en un suministro continuo de medios materiales satisfactorios" (126).

## Curso del debate
Los críticos de la posición formalista cuestionan sus suposiciones centrales, en particular que la universalidad de la elección racional y la maximización de la utilidad pueden asumirse en todas las culturas, incluido su reduccionismo para explicar incluso las economías occidentales modernas. Prattis observó que la premisa de la maximización de la utilidad es tautológica; todo lo que una persona hace, ya sea trabajo o placer, se declara como maximización de la utilidad, una premisa que nunca puede ser contradicha o refutada. Si él o ella no maximiza el dinero, entonces debe ser placer o algún otro valor. Para citar: "Este razonamiento post hoc a supuestos a priori tiene un valor científico mínimo, ya que no está sujeto a control de falsificación" (212). Por ejemplo, una persona puede sacrificar su propio tiempo, finanzas o incluso salud para ayudar a otros.  Los formalistas dirían entonces que lo hacen porque valoran ayudar a los demás, y así sacrificar otros objetivos con el fin de maximizar este valor (por ejemplo, el significado, la satisfacción de haber ayudado, la aprobación de los demás, etc.), a pesar de que contradice el dictado habitual de la maximización del lucro. 
De manera similar, Gudeman argumentó que los antropólogos económicos occidentales encontrarán invariablemente que las personas que estudian se comportan "racionalmente", ya que eso es lo que su modelo los lleva a hacer. A la inversa, el formalismo considerará cualquier comportamiento que no maximice la utilidad basada en medios disponibles como irracional, aun cuando tales "actos no maximizadores" puedan parecer perfectamente racionales y lógicos para el individuo cuyas acciones pueden haber sido motivadas por un conjunto completamente diferente de significados y entendimientos. Finalmente, está el punto sustantivo de que tanto las instituciones económicas como las actividades económicas individuales están integradas en las instituciones sociales y culturales y, por lo tanto, no pueden analizarse de forma aislada. Las relaciones sociales desempeñan un papel esencial en las estrategias de subsistencia de las personas; en consecuencia, un enfoque estrecho en el comportamiento individual atomizado con exclusión de su contexto sociocultural está destinado a ser defectuoso. 
El substantivismo también ha tenido sus críticos. Prattis (1982) argumentó que la distinción estricta entre las economías primitivistas y modernos en el sustantivismo es problemática. Ello implica que el sustantivismo se enfoca en las estructuras sociales.  Las estrategias de adaptación que no maximizan ocurren en todas las sociedades, no solo en las "primitivas". De manera similar, Plattner (1989) sostiene que la generalización entre diferentes sociedades es todavía posible, lo que significa que la economía occidental y la no occidental no son completamente diferentes. En una era de globalización no quedan sociedades preindustriales "puras". Las condiciones de escasez de recursos existen en todo el mundo. El trabajo de campo antropológico ha demostrado un comportamiento racional y opciones económicas complejas entre los campesinos.  Por ejemplo, los individuos en las sociedades comunistas aún pueden participar en la maximización de la utilidad racional construyendo relaciones con los burócratas que controlan la distribución, o utilizando pequeñas parcelas de tierra en su jardín para complementar las raciones oficiales de alimentos. Cook observó que existen importantes problemas conceptuales con las teorías de los sustantivistas: "Definen la economía como un aspecto de todo lo que aprovisiona a la sociedad pero nada de lo que estructura la sociedad se define como económico". (809).